# Heisteria pentandra
Heisteria pentandra är en tvåhjärtbladig växtart som först beskrevs av George Bentham och Reisseck, och fick sitt nu gällande namn av Engler. Heisteria pentandra ingår i släktet Heisteria och familjen Erythropalaceae. Inga underarter finns listade i Catalogue of Life.